# Нафічхово
Нафічхово (груз. ნაფიჩხოვო; мегр. ნაფიჩხუ) — село в Грузії.
За даними перепису населення 2014 року в селі проживає 628 осіб.